# Vrnjačka Banja
Vrnjačka Banja (in serbo Врњачка Бања?) è una città e una municipalità del distretto di Raška nella parte centrale della Serbia centrale.

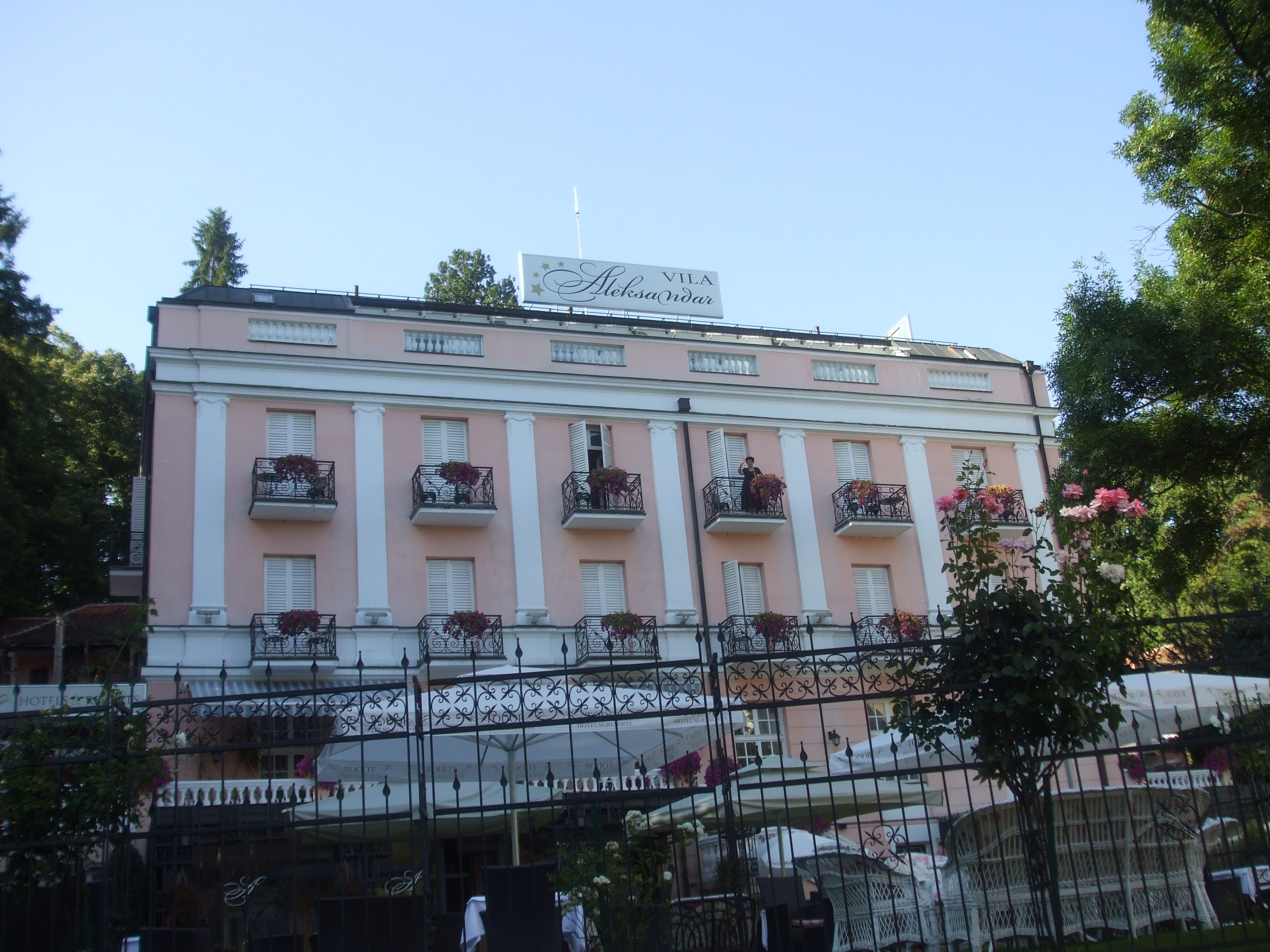
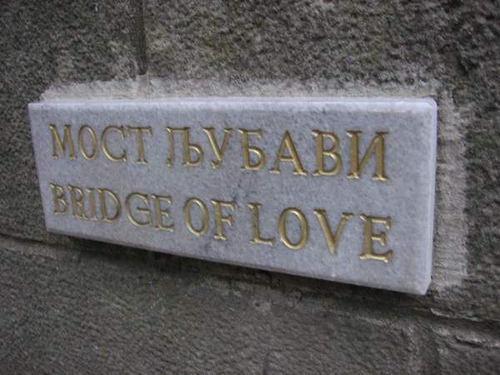
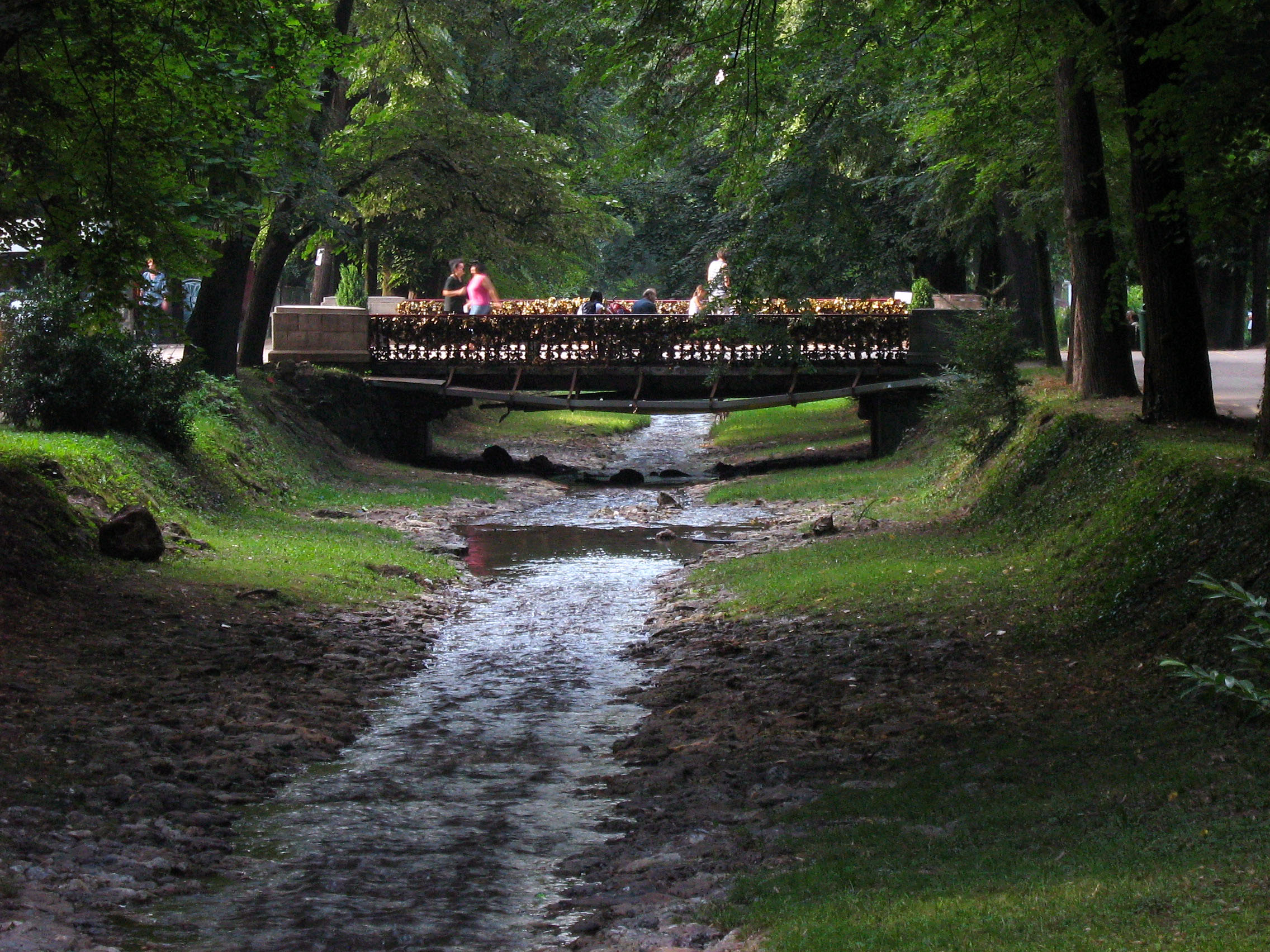
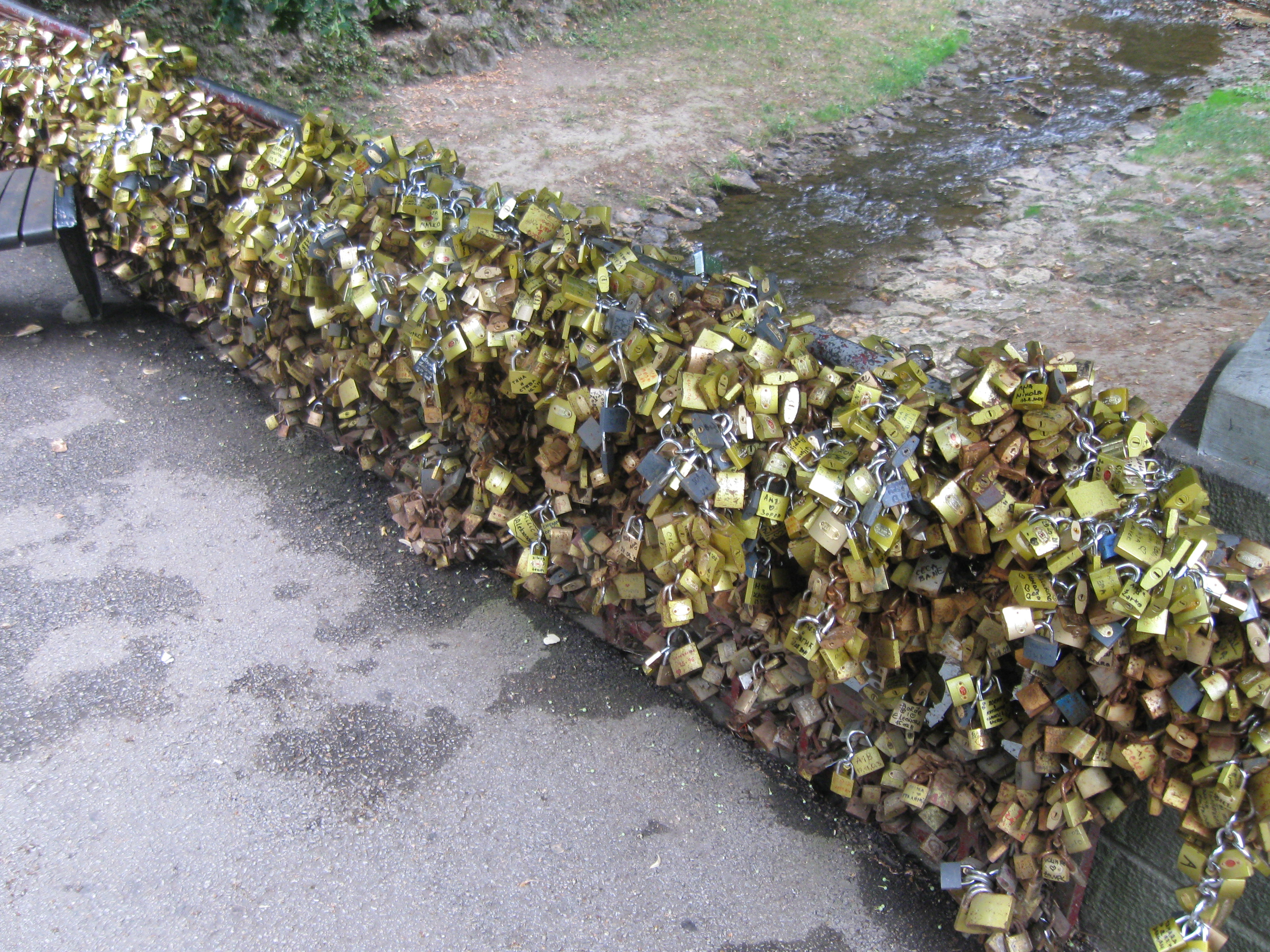
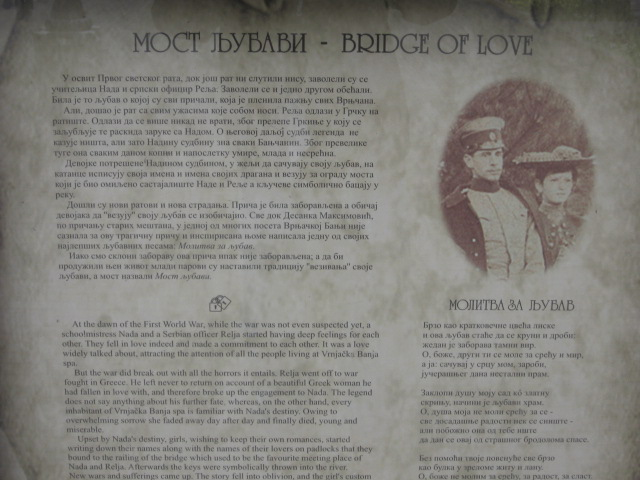